# 8046 Ajiki
8046 Ajiki eller 1995 BU är en asteroid i huvudbältet som upptäcktes den 25 januari 1995 av den japanska astronomen Takao Kobayashi vid Ōizumi-observatoriet. Den är uppkallad efter amatörastronomen Osamu Ajiki.
Asteroiden har en diameter på ungefär 5 kilometer.